# Onitkok Island
Onitkok Island är en ö i Kanada.   Den ligger i territoriet Nunavut, i den centrala delen av landet, 3 300 km nordväst om huvudstaden Ottawa. Arean är 0,94 kvadratkilometer.
Terrängen på Onitkok Island är mycket platt. Öns högsta punkt är 21 meter över havet. Den sträcker sig 1,3 kilometer i nord-sydlig riktning, och 1,9 kilometer i öst-västlig riktning.
Omgivningarna runt Onitkok Island är i huvudsak ett öppet busklandskap. Trakten runt Onitkok Island är nära nog obefolkad, med mindre än två invånare per kvadratkilometer.